# Institut national des sciences appliquées Hauts-de-France
Die Hochschule Institut national des sciences appliquées Hauts-de-France (INSA Hauts-de-France) ist eine französische Ingenieurhochschule mit Sitz in Valenciennes, die 2019 gegründet wurde.
Die öffentliche Schule ist Mitglied der Conférence des grandes écoles (CGE). Sie bildet Ingenieure mit einem multidisziplinären Profil aus, die in allen Bereichen der Industrie und des Dienstleistungssektors arbeiten.